# Mansoor Maitah
Mansoor Maitah (* 21. srpna 1962 Jordánsko) je český letecký inženýr, ekonom a vysokoškolský pedagog. 

## Život
Narodil se v srpnu 1962 v Jordánsku ve vesnici nedaleko Mrtvého moře do zemědělské rodiny. Při příchodu ze školy tak musel pravidelně rodině pomáhat na poli. Přesto úspěšně složil maturitní zkoušku, získal státní stipendium a v říjnu 1980 odcestoval do Československa, kde začal studovat obor letecké technologie na ČVUT. Po studiích se oženil a přestěhoval se do pražských Modřan, kde se později stal zastupitelem městské části Praha12. V letech 2001 až 2004 studoval Mezinárodní ekonomické vztahy na VŠE a získal titul Ph.D. V letech 2005 až 2009 poté studoval Mezinárodní politické vztahy na Univerzitě Karlově a rovněž tak získal titul Ph.D. V roce 2007 začal pracovat na České zemědělské univerzitě a v roce 2019 se stal profesorem na VŠE.
Vědecká práce Mansoora Maitaha je zaměřena na obory měnové politiky, makroekonomie a mezinárodního obchodu. Je autorem více než 150 vědeckých publikací, které se zaměřují na témata jako měnová stabilita, inflační cílování, mezinárodní obchod a ekonomický růst. S více než 2000 vědeckými citacemi dle Google Scholar a více než 1500 citacemi na platformě ResearchGate patří mezi uznávané a respektované autory v oblasti makroekonomie. Působí ve vědeckých radách České zemědělské univerzity v Praze a Vysoké školy ekonomické v Praze.
K roku 2020 byl členem hnutí Trikolora, za které v senátních volbách v roce 2020 kandidoval do Senátu PČR v senátním obvodu č. 21 – Praha 5. Se ziskem 3,5 % hlasů skončil na čtvrtém místě a do druhého kola voleb tak nepostoupil.